# Kurdyjskiemu bratu
„Kurdyjskiemu bratu” (ukr. Курдському братові) — wiersz ezopowy napisany przez Wasyla Symonenko w marcu 1963 i potajemnie rozpowszechniany w drugim obiegu wydawniczym do 1965, kiedy to ukazał się po śmierci autora w niemieckim czasopiśmie Suchasnist. „Kurdyjskiemu bratu” zostało opisane jako jedno z najwybitniejszych dzieł Symonenki i uczyniło z niego bohatera narodowego i jedną z najważniejszych postaci literatury ukraińskiej. Wiersz został wydany podczas pierwszej wojny iracko-kurdyjskiej, w którą zaangażowany był Związek Radziecki.
W 1968 roku nauczyciel technikum rolniczego Mykoła Koc został skazany na siedem lat łagrów i pięć lat zsyłki za rozpowszechnianie egzemplarzy wiersza, w którym słowo „Kurd” zastąpiono słowem „Ukrainiec”.

## Treść
Wiersz składa się z sześciu zwrotek i rozpoczyna się opisem szowinistów, którzy najechali ziemię Kurdów. W pierwszych czterech zwrotkach Symonenko zwraca się do kurdyjskiego przyjaciela i namawia go do walki z najeźdźcą i zniewolicielem, który dąży do wykorzenienia języka kurdyjskiego i narodu kurdyjskiego. Pod koniec czwartej zwrotki Symonenko wprowadza słowo „nasz” i twierdzi, że szowinizm i jego sztuczki są najgorszymi wrogami zarówno Kurdów, jak i Ukraińców.

## Analiza
Switłana Kobeć z University of Toronto twierdzi, że wiersz stał się „symbolem narodowego zmartwychwstania i oporu wobec sowieckiej opresji”. Wiersz został powiązany z dążeniami do wyzwolenia Ukrainy spod Związku Radzieckiego, a poglądy Symonenki na temat kurdyjskiego ruchu wyzwoleńczego nadał ukraińskiemu ruchowi oporu uniwersalne znaczenie. Sam Symonenko argumentował, że historyczne paralele są konieczne, ponieważ wspólnym wykładnikiem jest szowinizm. Przekonywał, że Ukraińcy też staliby się narodem bez państwa jak Kurdowie, gdyby nie walczyli z sowieckim reżimem.